# Système des rivières Surma-Meghna

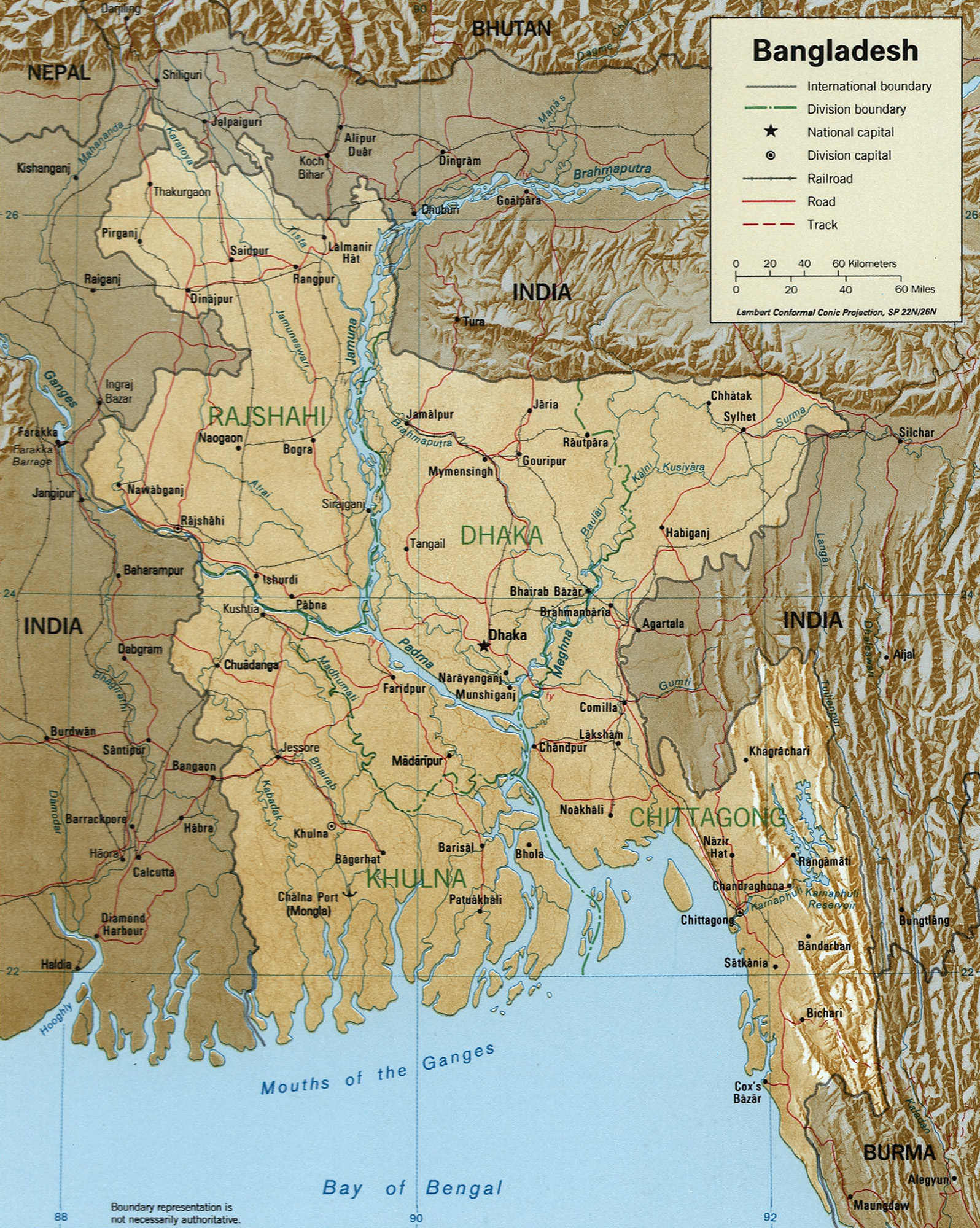
Une carte montrant les principaux fleuves du Bangladesh, y compris Meghna

Le système fluvial Surma-Meghna est un complexe fluvial du sous-continent indien, l'un des trois qui forment le delta du Gange, le plus grand du monde[réf. nécessaire]. Il monte dans les collines de Manipur du nord-est de l'Inde comme la rivière Barak et coule à l'ouest pour devenir la rivière Surma, puis s'écoule vers le sud comme la rivière Meghna, un total de 946 km dont 669 km trouvent au Bangladesh, dans le Golfe du Bengale.

## Cours

### Barak

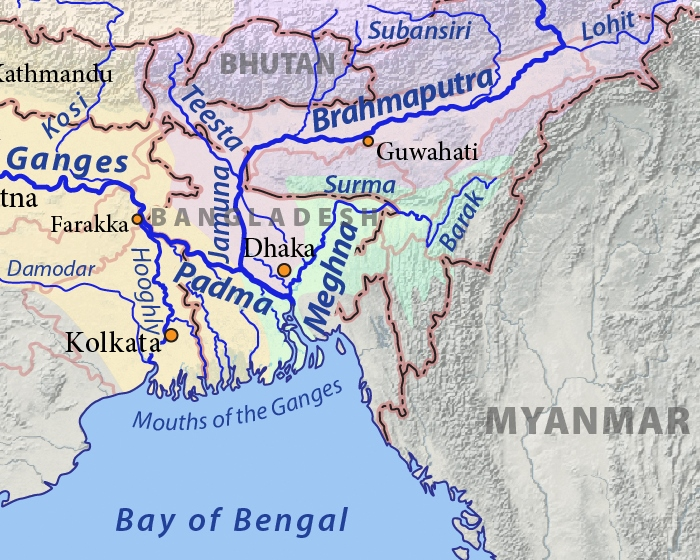
Bassin de la rivière Meghna

Depuis sa source dans les collines de Manipur en Inde, dans le village Liyai de la tribu  Poumai (en), la rivière est connue sous le nom de rivière Barak (connue localement sous le nom d'Avoure). Près de sa source, le fleuve reçoit un certain nombre d'affluents, dont l'Irang, le Makru, le Tuivai, le Jiri, le Gumti, le Howrah, le Kagni, le Senai Buri, le Hari Mangal, le Kakrai, le Kurulia, le Balujhuri, le Shonaichhari et le Durduria. Il coule vers le sud à travers l'État de Manipur, puis vers le sud-ouest quittant Manipur et entrant dans l'État d'Assam à Tipaimukh ou Ruonglevaisuo après avoir brusquement viré au nord à sa confluence avec le Tuivai.
Dans l'État d'Assam, le Barak coule vers le nord puis vers l'ouest recevant de nombreux petits affluents dans la vallée de Cachar, Assam. Il continue de couler vers l'ouest après la ville de Silchar où il est rejoint par la rivière Madhura. Après Silchar, il coule sur environ 30 km, et près de Badarpur, il se divise en rivière Surma et rivière Kushiyara River (en) et entre au Bangladesh. Les principaux affluents du Barak en Inde sont l'Irang, le Makru, le Tuivai, le Jiri, le Dhaleshwari (Tlawng), le Singla, le Longai, le Madhura, le Sonai (Tuirial), le Rukni et le Katakhal.

### Surma
Après être entré dans le district moderne de Karimganj dans le sud de l'Assam, le Barak se divise en deux, la branche nord étant appelée la rivière Surma et la branche sud la rivière Kushiyara . À ce stade, la rivière entre dans la dépression de Sylhet qui forme le bassin de Surma .
Le Surma est alimenté par des affluents des collines Meghalaya au nord et est également connu sous le nom de rivière Baulai après avoir été rejoint par la rivière Someswari qui coule au sud.
Le Kushiyara reçoit des affluents des collines de Sylhet et de Tripura au sud, le principal des collines de Tripura étant le Manu. Le Kushiyara est également connu sous le nom de rivière Kai après avoir été rejoint par une ramification majeure (distributaire) du Surma. Lorsque le Surma et le Kushiyara rejoignent enfin le district de Kishoreganj au-dessus de Bhairab Bazar, la rivière est connue sous le nom de Meghna.

### Meghna
Le Meghna est formé à l'intérieur du Bangladesh au-dessus de Bhairab Bazar par la combinaison des rivières Surma et Kushiyara. Jusqu'à Chandupura, Meghna est désignée hydrographiquement sous le nom de Haut-Meghna. Après que le Padma se soit joint, il est appelé le Bas-Meghna.

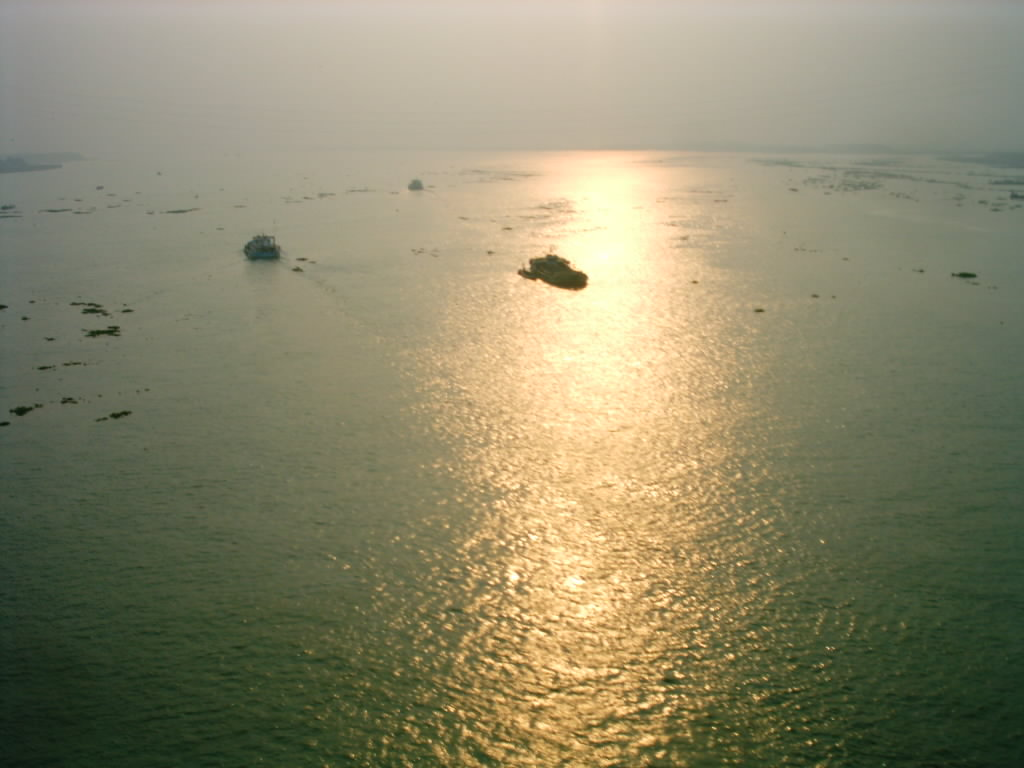
Rivière Meghna depuis le pont sur la rivière

À Daudkandi, Comilla, le Meghna est rejoint par le grand fleuve Gomtî, créé par la combinaison de nombreux ruisseaux. Cette rivière renforce beaucoup Meghna et augmente considérablement son débit. La paire de ponts sur Meghna et Gop sont deux des plus longs ponts du pays.
Le nom du plus grand défluent du Gange au Bangladesh est la rivière Padma. Lorsque le Padma rejoint la rivière Jamuna, le plus grand défluent du Brahmapoutre, et qu'ils rejoignent le Meghna dans le district de Chandpur, le résultat est le Bas-Meghna.
Après Chandpur, avec le flux combiné du Padma et du Jamuna, il descend vers le golfe du Bengale en ligne presque droite. Dans le cours de Chandpur à la baie du Bengale, le Meghna se divise en un certain nombre de petites rivières, mais le flux principal passe par l'estuaire de Meghna.
Près de Bhola, juste avant de se jeter dans la Golfe du Bengale, la rivière se divise en deux cours d'eau principaux dans le delta du Gange et sépare une île des deux côtés du continent. Le ruisseau occidental s'appelle Ilsha et celui de l'est s'appelle Bamni .